# Sjerig-ool Oorzjak
Sjerig-ool Dizizjikovitj Oorzjak, född 24 juli 1942, är en tuvinsk politiker. Han var premiärminister i Tuvinska ASSR från april 1990 till mars 1992, då Tuva blev en delrepublik i Ryska federationen. Oorzjak valdes till republikens president den 15 mars 1992. Efter en ändring i konstitutionen avskaffades presidentämbetet den 11 april 2002, varpå Oorzjak blev regeringschef. Den 6 april 2007 ersattes han av Sjolban Kara-ool.